# Canton de Quimper-3
Le 3e canton de Quimper est une ancienne division administrative française, située dans le département du Finistère et la région Bretagne.

## Composition
Le 3e canton de Quimper regroupait les communes suivantes :
- Plomelin ;
- Pluguffan ;
- Quimper (fraction).

## Histoire
Le canton de Quimper-III a été créé le 22 janvier 1985 par redécoupage en 3 cantons des anciens cantons de Quimper-I et Quimper-II.
À la suite du nouveau découpage territorial du Finistère entré en vigueur à l'occasion des élections départementales de mars 2015, défini par le décret du 13 février 2014, en application des lois du 17 mai 2013 (loi organique 2013-402 et loi 2013-403), le canton Quimper-3 est supprimé et est réparti dans les cantons de Quimper 1 et Quimper 2.
| Période               | Identité         | Parti | Qualité |
| --------------------- | ---------------- | ----- | --- |
| 1985-1988             | Alain Gérard     | RPR   | Cadre administratif Député (1978-1981). Sénateur (1986-2008). Maire de Quimper (2001-2008).                                                             |
| 1988-1989 (démission) | Bernard Poignant | PS    | Universitaire Député (1981-1993). Député au Parlement Européen (1999-2009). Conseiller régional (1986-1988). Maire de Quimper (1989-2001 et 2008-2014). |
| 1989-2001             | Alain Gérard     | UMP   | Député (1978-1981). Sénateur (1986-2008). Maire de Quimper (2001-2008).                                                                                 |
| 2001-2015             | Armelle Huruguen | PS    | Enseignante Ancienne Adjointe au Maire de Quimper. |

## Démographie
| 1990   | 1999   | 2006   | 2011   | 2012   |
| ------ | ------ | ------ | ------ | ------ |
| 24 460 | 24 789 | 25 016 | 24 609 | 24 309 |